# Çò des de Pèireton
Çò des de Pèireton és una obra de Bausen (Vall d'Aran) inclosa a l'Inventari del Patrimoni Arquitectònic de Catalunya.

## Descripció
Antiga "pardia" dipositada en sentit longitudinal orientat a migdia i amb un "carís" a banda i banda. El conjunt de tres edificis articulat per un porxo, en disposició central, amb el terra conformat per la mateixa roca retallada i tres portes d'accés. A l'esquerra, la casa de dues plantes i "humarau", amb una única obertura en cada nivell de la façana paral·lela a la "Capièra".Al davant la porta d'accés de la "bòrdeta" d'estructura semblant. I a la dreta la borda una obertura en la planta baixa, i porta del palhèr" en el primer pis. La coberta d'encavallades de fusta i "losat" de pissarra assoleix un major desenvolupament en aquest sector. Els paraments de pedres planes foren arrebossats i emblanquinats i mostren els forats de la bastida. El porxo conserva una pica rectangular excavada en un bloc de pedra que sembla aprofitada.